# Chilltown, New York
| Recensione | Giudizio |
| ---------- | -------- |
| AllMusic   | [ 1 ]    |
| RapReviews | [ 2 ]    |

Chilltown, New York è il sesto album del rapper statunitense Erick Sermon, pubblicato nel 2004 da J Records, Def Squad e Universal Motown.

## Tracce
1. Home (Intro) – 3:26 (M. Berto, E. Sermon)
2. Wit Ee's – 3:13 (E. Sermon)
3. Relentless – 3:20 (E. Braunn, D. Ingle, E. Sermon)
4. Jackin' For Rhymes (Skit) – 1:23 (E. Sermon)
5. Street Hop (featuring Redman &  Tre) – 3:47 (O. Anderson, S. Gibbs, N. Jones, J. Lordan, R. Noble, T. Ruff, E. Sermon)
6. Chillin' (featuring Talib Kweli & Whip Montez) – 3:30 (W. Almonte, G. Clinton Jr., T.K. Greene, C. Ridenhour, K. Robinson, E. Sadler, E. Sermon, H. Shocklee)
7. Like Me (featuring Khari and Sy Scott) – 3:02 (K. Santiago, S. Scott, E. Sermon, T. Shaw)
8. Matrix (Skit) – 0:54 (E. Sermon)
9. God Sent – 3:05 (E. Sermon)
10. I'm Not Him – 3:41 (G. Clinton Jr., C. Ridenhour, E. Sadler, E. Sermon, H. Shocklee)
11. MC One Bar (Skit) – 1:35 (E. Sermon)
12. Feel It (featuring Sean Paul and Sy Scott) – 3:40 (S. Henriques, A. Kelly, D. McDaniels, S. Scott. E. Sermon, J. Simmons)
13. Future Thug (featuring 11/29 and Redman) – 3:41 (A. Johnson, R. Noble, E. Sermon, E. Willensky)
14. Do You Know – 3:52 (D. Anderson, G. Goffin, M. Masser, E. Sermon)
15. Listen (featuring Keith Murray & Sy Scott) – 3:32 (K. Murray, S. Scott, E. Sermon)
16. Hip Hop (Skit) – 0:22 (E. Sermon)
17. Can U Hear Me Now – 3:54 (E. Sermon, K. Walker)

## Classifiche settimanali
| Classifica (2004)         | Posizione raggiunta |
| ------------------------- | ------------------- |
| Stati Uniti               | 61                  |
| US Top Rap Albums         | 9                   |
| US Top R&B/Hip-Hop Albums | 16                  |